# Gabriela Maciągowski
Gabriela Maciągowski (Toronto, 16 de março de 1997) é uma voleibolista profissional canadense, jogadora da posição oposto. 